# 贝加德埃斯皮纳雷达
贝加德埃斯皮纳雷达，是西班牙卡斯蒂利亚-莱昂莱昂省的一个市镇。 总面积132平方公里，2001年总人口2,837人，人口密度21人/平方公里。